# Serie B
Serie B er den næstbedste fodboldliga i Italien. Fra sæsonen 2004-2005 bestod den af 22 hold. De to bedst placerede hold ved slutten af sæsonen rykker direkte op til Serie A, mens de fire næste (3.-6.) spiller kvalificering om den sidste plads til oprykning Der er dog en undtagelse, hvis de nr. 3 er mere end 10 point foran nr. 4, vil nr. 3 rykke direkte op, såleds der ikke spillet play-off om den tredje og sidste plads til oprykning. De fire dårligst placerede hold rykker ned i Serie C.